# زاکروچیم
زاکروچیم (به لاتین: Zakroczym) یک شهر و گمینا در لهستان است که در گمینا زاکروچم واقع شده‌است. زاکروچیم ۱۹٫۹۷ کیلومتر مربع مساحت و ۳٬۳۶۷ نفر جمعیت دارد و ۶۷ متر بالاتر از سطح دریا واقع شده‌است.